# جورجي أنتونوف
جورجي أنتونوف (بالبلغارية: Георги Антонов)‏ (7 يوليو 1970 بفراتسا في بلغاريا - ) هو لاعب كرة قدم بلغاري في مركز الدفاع. شارك مع منتخب بلغاريا لكرة القدم. أما مع النوادي، فقد لعب مع بوتيف فراتسا وسسكا صوفيا ونادي لوكوموتيف صوفيا ونادي ليتكس لوفتش.

## وصلات خارجية
- جورجي أنتونوف على موقع الاتحاد الدولي (مؤرشف)  (الإنجليزية)
- جورجي أنتونوف على موقع قاعدة بيانات كرة القدم.إي يو (الإنجليزية)
- جورجي أنتونوف على موقع ناشيونال فوتبول تيمز (الإنجليزية)